# Analiza dyskursu
Analiza dyskursu rozpatruje językoznawcze elementy dyskursu.
Ponieważ dyskurs zbudowany jest z języka, komunikowany językiem i odbierany jako język, w przeanalizowaniu jego struktury i znaczenia dopomogą nam narzędzia lingwistyczne. Możemy na przykład zbadać konotacje kluczowych zwrotów użytych w ramach jakiegoś dyskursu: w notce prasowej określenie „czarnoskóry tłum” będzie niosło ze sobą zupełnie inny podtekst niż „zgromadzenie Afro-Amerykanów”, choć oba wyrażenia są bardzo bliskie pod względem denotacji. Możemy także rozważyć intencje nadawcy w sensie pragmatycznym: Co dokładnie miał na myśli polityk, gdy powiedział, że „parlament przyjrzy się obywatelskiej propozycji nowej ustawy”? Analiza dyskursu posługuje się wieloma innymi podobnymi narzędziami.
Znajomość metod analizy dyskursu przyda się osobom tworzącym teksty (np. piszącym książki lub układającym przemówienia). Taka dyskursywna samoświadomość będzie zarazem przykładem technologizacji dyskursu. Natomiast w naukach społecznych ważną rolę pełni krytyczna odmiana analizy dyskursu.

## Narzędzia analizy dyskursu
James Paul Gee przedstawił 27 narzędzi analizy dyskursu pogrupowanych w cztery kategorie. Każde sformułowane jest jako pytanie, które zadajemy analizowanemu tekstowi.
W dwóch pierwszych kategoriach za przykłady posłużą nam głównie pojedyncze zdania. Pamiętajmy jednak, że dyskurs to także (przede wszystkim) dłuższe teksty i wypowiedzi, do których tamte narzędzia również można z powodzeniem przykładać. Co więcej, dyskurs w szerszym znaczeniu tego słowa stanowią też m.in. obrazy i filmy. Niektóre z narzędzi można by zastosować i do nich (zob. przykład użycia narzędzia numer 19), jednak inne media będą wymagać także dodatkowych metod analizy.
Poniższa lista nie jest wyczerpująca.

### Język w kontekście
| Lp. | Narzędzie | Przykład |
| --- | --- | --- |
| 1   | Do czego odnoszą się wyrażenia deiktyczne użyte w tekście (przede wszystkim zaimki, ale także przedimki w językach innych niż polski)? Jaką wiedzę odbiorcy zakładają? Czy inne słowa również zawierają ukryty element deiktyczny?                                                                     | Jutro tam pójdę. Wszystkie trzy słowa w tym zdaniu są deiktyczne. By wiedzieć, co oznacza „jutro”, musimy znać datę wypowiedzi. By wiedzieć, co oznacza „tam”, musimy znać jej geograficzny kontekst. Natomiast w czasowniku „pójdę” ukrywa się zaimek „ja”, musimy zatem wiedzieć też, kto jest nadawcą. |
| 2   | Jakie niedopowiedzenia występują w danej wypowiedzi? O co należałoby ją uzupełnić, by uzyskać całkowitą przejrzystość tekstu zgodną z intencją nadawcy? (To narzędzie powiązane jest z następnym oraz z narzędziem numer 23).                                                                          | Spotkałem nieoczekiwanie Karola oraz Michała. Powiedziałem, że jest mi winien dwa tysiące. Nie wiemy, kogo nadawca wypowiedzi ma na myśli w drugim zdaniu – Karola, Michała, czy jeszcze kogoś innego. Nie mamy także pewności, o jaką walutę chodzi. |
| 3   | Co w tekście zostałoby odebrane jako dziwne, niezrozumiałe, dwuznaczne lub wymagające dodatkowych wyjaśnień, gdyby odbiorcą była osoba „z zewnątrz”, która rozumie co prawda dany język, ale nie posiada żadnej wiedzy o kulturowym kontekście wypowiedzi? (To narzędzie powiązane jest z poprzednim). | Nie pamiętał o bitwie pod Grunwaldem i dostał tylko trójkę. Dla większości z nas będzie jasne, że powyższe zdanie dotyczy najprawdopodobniej ucznia, który na sprawdzianie z historii Polski średniowiecznej zapomniał napisać o bitwie pod Grunwaldem i dostał przez to niższą oceną. Jednak hipotetyczny „Marsjanin”, czyli osoba, której całkowicie obce są realia edukacyjne, nie zrozumie z powyższej wypowiedzi, w jakim sensie o bitwie pod Grunwaldem należy „pamiętać”, czym jest „trójka” i dlaczego jest czymś przeciętnym (”tylko trójkę”).                                                        |
| 4   | Co jest podmiotem zdania? Dlaczego wybrano właśnie taki podmiot? W jaki sposób podmiot łączy się z orzeczeniem? | (1) Turysta kupił ciupagę. (2) Ciupaga została kupiona przez turystę. Oba zdania na poziomie semantycznym mówią dokładnie to samo. Jednak zdanie (1) upodmiotawia turystę i czyni go bohaterem tej króciutkiej wypowiedzi, podczas gdy zdanie (2) kieruje naszą uwagę na ciupagę jako na towar, który został przez kogoś nabyty. |
| 5   | Jak intonacja – w przypadku komunikacji ustnej – modyfikuje znaczenie wypowiedzi? W jaki sposób wypowiedź została posegmentowana? Które z jej elementów zostały uwypuklone przez położenie akcentu logicznego?                                                                                         | (1) załatwiłeś wszystko wczoraj (intonacja rosnąco-opadająca) (2) załatwiłeś wszystko wczoraj (intonacja rosnąca) Zdanie (1) jest oznajmujące i stwierdza fakt, natomiast zdanie (2) jest pytające. |
| 5   | Jak intonacja – w przypadku komunikacji ustnej – modyfikuje znaczenie wypowiedzi? W jaki sposób wypowiedź została posegmentowana? Które z jej elementów zostały uwypuklone przez położenie akcentu logicznego?                                                                                         | Dywizy oznaczają krótkie pauzy charakterystyczne dla zwykłej mowy: (1) wczoraj rano - na zebraniu - Marta - stwierdziła w obecności prezesa - że budżet projektu został przekroczony (2) wczoraj rano na zebraniu - Marta stwierdziła - w obecności prezesa - że budżet projektu został przekroczony W zdaniu (1) pauzy wyodrębniają wyrażenia „na zebraniu” i „Marta”, tak jakby mówiący chciał zwrócić uwagę słuchaczy na miejsce zdarzenia i jego bohaterkę. Natomiast w zdaniu (2) nadawca oddziela pauzami fragment „w obecności prezesa”, tak jakby chciał podkreślić, że prezes był obecny na zebraniu. |
| 5   | Jak intonacja – w przypadku komunikacji ustnej – modyfikuje znaczenie wypowiedzi? W jaki sposób wypowiedź została posegmentowana? Które z jej elementów zostały uwypuklone przez położenie akcentu logicznego?                                                                                         | Wytłuszczenia oznaczają akcent logiczny: (1) poszedłem z Markiem na grzyby (w domyśle: zamiast pojechać) (2) poszedłem z Markiem na grzyby (w domyśle: a nie z kimś innym) (3) poszedłem z Markiem na grzyby (w domyśle: a nie na ryby) |
| 6   | Czy jeśli po zakończeniu analizy dyskursu okazałoby się, że kontekst da się rozszerzyć o dodatkowe elementy, zanegowałoby to wcześniejsze ustalenia? | W 1996 r. amerykański fizyk Alan Sokal opublikował głośny artykuł naukowy pt. Transgresja granic: ku transformatywnej hermeneutyce kwantowej grawitacji. Sokal rozważał w nim koncepcje rozwoju społecznego w powiązaniu z grawitacją kwantową. Załóżmy, że przeanalizowaliśmy skomplikowaną treść tego artykułu przy pomocy różnorakich narzędzi analizy dyskursu. Dopiero po zakończeniu analizy odkrywamy, że artykuł w gruncie rzeczy był żartobliwą prowokacją wymierzoną w nowoczesną humanistykę. Czy unieważnia to zupełnie nasze „naiwne” ustalenia?                                                  |

### Budowanie znaczenia
| Lp. | Narzędzie | Przykład |
| --- | --- | --- |
| 7   | Czy dana wypowiedź jest aktem mowy, a jeśli tak, to jakiego typu? | (1) Nie masz samochodu. (2) Nie sądzę, żebyś miał samochód. (3) Przykro mi, że nie masz samochodu. Wszystkie trzy wypowiedzi dotyczą (domniemanego) faktu nieposiadania samochodu przez odbiorcę. Zdanie (1) stanowi proste stwierdzenie w trybie oznajmującym. W zdaniu (2) zawarta jest asercja: nadawca wyraża osąd. Natomiast zdanie (3) to przykład aktu ekspresywnego, w którym nadawca wyraża swój żal. |
| 8   | W jakim stylu utrzymano wypowiedź? Czy przynależy ona do określonego socjolektu? Jakiego słownictwa użyto i w jakim celu? | (1) Wdychamy tlen i wydychamy dwutlenek węgla. (2) W procesie oddychania komórkowego O2 ulega przekształceniu w CO2. Obie wypowiedzi odnoszą się do tego samego procesu biochemicznego. O ile jednak zdanie (1) brzmi potocznie, o tyle zdanie (2) mogłoby pochodzić podręcznika, gdyż przywodzi na myśl socjolekt akademicki. Podmiotem zdania (1) są ludzie, podczas gdy zdanie (2) opisuje proces w sposób uogólniony, abstrakcyjny, zastępując na dodatek nazwy związków chemicznych symbolami. |
| 9   | Czy wypowiedź dałoby się sformułować inaczej zachowując główną część jej znaczenia? Jakie inne części znaczenia uległyby wtedy zmianie? Dlaczego nadawca sformułował wypowiedź właśnie w ten sposób? (To narzędzie powiązane jest z narzędziami numer 2 oraz 7). | (1) Wieczorem pojawię się na twojej imprezie. (2) Widzimy się wieczorem na imprezie. (3) Ostro dzisiaj poimprezujemy, stary. Wszystkie trzy zdania niosą tę samą informację (nadawca oznajmia, że spotka się z odbiorcą na imprezie); wszystkie trzy zdania stanowią także komisywny akt mowy (nadawca deklaruje się wobec odbiorcy, że będzie na imprezie). Różnią się jednak pod względem intensywności emocjonalnej. Zdanie (1) jest wypowiedzią raczej neutralną, podczas gdy ze zdania (3) wynika, że nadawca i odbiorca są dobrymi kolegami lub przyjaciółmi. |
| 10  | Jak skonstruowana jest wypowiedź w sensie składniowym? Jak złożone są zdania – współrzędnie czy podrzędnie? Co mówi nam o intencji nadawcy szyk wyrazów? | (1) Przeczytał instrukcję i uruchomił mikser. (2) Uruchomił mikser tak, jak wyczytał w instrukcji. (3) Instrukcję poczytał. Mikser uruchomił. Zdanie (1) jest zdaniem złożonym współrzędnie. Możemy przypuszczać, że podmiot najpierw przeczytał instrukcję, a następnie uruchomił mikser. Nie wiemy jednak, czy postąpił zgodnie z instrukcją – a właśnie to sygnalizuje nam zdanie (2), chociaż tam nie wiadomo z kolei, jak wyglądała chronologia zdarzeń (podmiot mógł również najpierw przeczytać instrukcję, lecz mógł też czytać ją w trakcie uruchamiania miksera). Zdanie (3) składa się z dwóch zdań pojedynczych, w których dokonano inwersji. Bez znajomości kontekstu trudno domyślić się, dlaczego nadawca wykorzystał taką właśnie, nietypową składnię. |
| 11  | Co jest tematem, a co rematem wypowiedzi? Do których zdań składowych odnoszą się poszczególne rematy w zdaniach złożonych? | (1) Wczoraj poszedłem do Aśki, która powiedziała mi, że kupiła samochód. (2) Poszedłem wczoraj do Aśki, która powiedziała mi, że kupiła samochód. W zdaniu (1) tematem jest dzień wczorajszym. „Wczoraj” jest zarazem rematem, nie wiemy jednak, czy dotyczy również dalszych zdań podrzędnych. Być może Aśka powiedziała podmiotowi o kupnie samochodu wcześniej; być może powiedziała mu o tym wczoraj, ale kupiła samochód wcześniej; może być też i tak, że sam zakup samochodu odbył się w dniu wczorajszym. Zdanie (2) nie rozwiewa powyższych wątpliwości, dochodzi tam natomiast do rozdzielenia tematu i rematu. Tematem staje się pójście (do Aśki). |
| 12  | W jaki sposób dłuższa wypowiedź została podzielona na części (akapity w piśmie)? Co nadawca chciał osiągnąć wprowadzając właśnie taki podział? | Krótka przemowa gettysburska dzieli się na trzy części, które odpowiadały zapewne pauzom robionym przez Abrahama Lincolna. Możemy zastanowić się, jak zmieniłby się charakter przemowy, gdyby na przykład trzecią, najdłuższą część przemowy rozbić na dwie połowy (po słowach „...co oni tu zrobili”). |

### Wpływanie na kontekst
| Lp. | Narzędzie | Przykład |
| --- | --- | --- |
| 13  | W jaki sposób nadawca wpływa swoją wypowiedzią na postrzeganie kontekstu przez odbiorcę? Czy dyskurs reprodukuje obowiązujący kontekst? Czy reprodukcja jakichś aspektów kontekstu zachodzi w sposób nieświadomy, niezamierzony przez nadawcę? Czy poza reprodukcją dochodzi także do zmiany kontekstu? (To narzędzie powiązane jest z narzędziami numer 2, 6, 7 i 9). | Nastolatek opowiadający rodzicom o filmie, który obejrzał w kinie z kolegami, może tak dobierać słowa i sformułowania, by rodzice nie zdali sobie sprawy, że film był w gruncie rzeczy brutalnym thrillerem. |
| 13  | W jaki sposób nadawca wpływa swoją wypowiedzią na postrzeganie kontekstu przez odbiorcę? Czy dyskurs reprodukuje obowiązujący kontekst? Czy reprodukcja jakichś aspektów kontekstu zachodzi w sposób nieświadomy, niezamierzony przez nadawcę? Czy poza reprodukcją dochodzi także do zmiany kontekstu? (To narzędzie powiązane jest z narzędziami numer 2, 6, 7 i 9). | Wszystkie rozmowy, które lekarz przeprowadza w gabinecie ze swoimi pacjentami, są do siebie podobne. Odbywają się w medycznym kontekście, ale same też ten kontekst reprodukują (podtrzymują). |
| 13  | W jaki sposób nadawca wpływa swoją wypowiedzią na postrzeganie kontekstu przez odbiorcę? Czy dyskurs reprodukuje obowiązujący kontekst? Czy reprodukcja jakichś aspektów kontekstu zachodzi w sposób nieświadomy, niezamierzony przez nadawcę? Czy poza reprodukcją dochodzi także do zmiany kontekstu? (To narzędzie powiązane jest z narzędziami numer 2, 6, 7 i 9). | Określenie „Murzyn” posiada poniekąd pejoratywne zabarwienie. Nawet jeśli nadawca posługuje się nim w dobrej wierze, może i tak przyczynić się do wzmocnienia rasistowskich stereotypów, szczególnie jeśli współtworzony dyskurs ulokowany jest we wrażliwym na takie stereotypy kontekście. |
| 13  | W jaki sposób nadawca wpływa swoją wypowiedzią na postrzeganie kontekstu przez odbiorcę? Czy dyskurs reprodukuje obowiązujący kontekst? Czy reprodukcja jakichś aspektów kontekstu zachodzi w sposób nieświadomy, niezamierzony przez nadawcę? Czy poza reprodukcją dochodzi także do zmiany kontekstu? (To narzędzie powiązane jest z narzędziami numer 2, 6, 7 i 9). | Nauczycielka w polskim liceum, która powie swoim uczniom, by zwracali się do niej per „pani Moniko” zamiast „pani profesor”, zmieni kontekst klasowego dialogu na mniej formalny, bardziej koleżeński. |
| 14  | Czy konstrukcja zdania podkreśla albo umniejsza znaczenie jakichś elementów treści? | Konkluzje artykułów naukowych często formułuje się w sposób ostrożny: „Wydaje się, że...” zamiast „Widzimy, że...”, albo „Z pewną dozą prawdopodobieństwa możemy stwierdzić, że...” zamiast „Stwierdzam, że...”. W ten sposób autor wypowiedzi umniejsza znaczenie swych wniosków, by zastosować się do środowiskowej normy związanej z kolei z regułami metody naukowej. |
| 15  | Czy wypowiedź tworzy lub podtrzymuje jakąś praktykę kulturowo-społeczną? Czy jej celem jest zademonstrowanie owej praktyki odbiorcom? | Śpiewanie kolęd przy wigilijnym stole służy podtrzymaniu tradycji chrześcijańskiej. Co więcej, śpiew komunikuje uczestnikom kolacji oraz osobom postronnym, że w tym miejscu tradycja chrześcijańska jest afirmowana. |
| 16  | W jaką rolę społeczną wciela się nadawca poprzez swoją wypowiedź? Czy wypowiedź jest sformułowana tak, by rolę tę uwypuklić? Czy nadawca pozycjonuje swoją rolę względem ról cudzych (np. odbiorcy)? | Osoba przeprowadzająca z kimś wywiad może ograniczyć się do zadawania zwięzłych pytań. Przyjmie wtedy rolę neutralnego, „przezroczystego” dziennikarza. Zdarza się jednak, że w rozmowach z politykami dziennikarz wchodzi z nimi w polemikę. Wówczas w pytaniach rozpoznamy mniej lub bardziej wyraźną ideologiczną rolę, w jaką wciela się przeprowadzający wywiad. |
| 17  | W jaki sposób wypowiedź służy rozwijaniu, podtrzymywaniu i kształtowaniu relacji między ludźmi? | Długotrwała korespondencja między dwójką ludzi stanowi przykład dyskursu zorientowanego na relację. Formalny, ostrożny ton pierwszych listów może stopniowo przerodzić się w poufałość i zażyłość. Analiza poszczególnych wypowiedzi pomoże w precyzyjnym opisaniu tej zmiany. |
| 18  | Czy wypowiedź identyfikuje dobra społeczne i próbuje wpłynąć na ich rozdział? | Polityczne wypowiedzi opowiadające się za lub przeciwko rozbudowanym systemem pomocy społecznej domyślnie zakładają – poprzez swoją konstrukcję – że określonym grupom społecznym ta pomoc się należy lub nie. |
| 19  | Czy struktura wypowiedzi łączy ludzi, zjawiska i przedmioty, czy raczej odwrotnie, połączenia te ignoruje bądź neguje? (To narzędzie powiązane jest z następnym). | Nazistowski film propagandowy pt. Wieczny Żyd (wpisujący się w niechlubny kanon dyskursu antysemickiego) przedstawiał Żydów przy pomocy odpowiedniej narracji i montażu jako społeczne pasożyty. Już początkowe sceny przeplatają ujęcia szczurów wychodzących ze ścieków z ujęciami tłumu Żydów na miejskiej ulicy. |
| 19  | Czy struktura wypowiedzi łączy ludzi, zjawiska i przedmioty, czy raczej odwrotnie, połączenia te ignoruje bądź neguje? (To narzędzie powiązane jest z następnym). | W wypowiedziach osób powątpiewających we wpływ człowieka na globalne ocieplenie odnajdziemy liczne przykłady sformułowań, które swoją konstrukcją próbują „rozłączyć” działalność ludzką i zmiany klimatu. Prosty przykład to „Klimat zmieniał się także wcześniej”. Słowo „także” sugeruje, że skoro wcześniejsze zmiany nie były antropogeniczne, to bieżące też wcale takimi być nie muszą. |
| 20  | W jaki sposób kohezja i koherencja scalają tekst? (To narzędzie powiązane jest z poprzednim). | (1) Mam mapy. Niestety, wyjeżdżamy tam już jutro. (2) Mam mapy. Na szczęście wyjeżdżamy tam już jutro. ”Niestety” i „na szczęście” łączą ze sobą fakt posiadania map przez podmiot z faktem jutrzejszego wyjazdu na dwa różne sposoby. Zdanie (1) sugeruje, że podmiot nie zdąży map przestudiować; zdanie (2), że nie może się wyjazdu doczekać. |
| 21  | Czy wypowiedź uprzywilejowuje określony rodzaj mowy lub określony rodzaj wiedzy względem innych? | Tak zwana „korpomowa”, czyli sposób mówienia charakterystyczny dla pracowników korporacji, obfituje w skrótowce i zapożyczenia z języka angielskiego. Tym sposobem przedkłada wyrażenia zwięzłe i hermetyczne nad powszechnie używane; oraz zwroty angielskie nad ich polskie odpowiedniki. |
| 21  | Czy wypowiedź uprzywilejowuje określony rodzaj mowy lub określony rodzaj wiedzy względem innych? | Nauka oraz religia są odrębnymi zasobami wiedzy i odmiennymi systemami poglądów oraz przekonań. W dyskusjach o religii odbywających się na fakultecie przyrodniczym będzie ona zapewne dyskursywnie dezawuowana. I odwrotnie, jeżeli ksiądz w swoim kazaniu odnosi się w jakiś sposób do osiągnięć naukowych, będzie prawdopodobnie formułował swoje wypowiedzi tak, by nie ulegało wątpliwości, że stawia naukę poniżej religii.                                                                  |
| 22  | W jaki sposób wypowiedź rozwija określony temat? Czy następuje zmiana tematu? Czy jest ona uzasadniona, czy gwałtowna? Czy wypowiedź odwołuje się do wcześniejszego tematu? | Możemy wyobrazić sobie sytuację, w której dwójce ludzi rozmawiających na jakichś temat przysłuchuje się zaznajomiona z nimi trzecia osoba. Jeżeli owa trzecia osoba nieoczekiwanym wtrąceniem zmieni temat rozmowy próbując się zarazem do niej włączyć, możemy zadać sobie pytanie, z czego zmiana tematu właściwie wynika. Czy poprzedni był dla niej niezrozumiały? Nieznany? Nieistotny? A może nowy temat tak naprawdę nawiązuje jakoś do tematu wcześniejszego, przynajmniej według nadawcy? |

### Narzędzia teoretyczne
Poniższe narzędzia są teoretyczne w tym sensie, że odwołują się do teorii łączących na różne sposoby język z myśleniem, ludźmi oraz ich kulturą.
| Lp. | Narzędzie | Przykład |
| --- | --- | --- |
| 23  | Lingwistyka kognitywna: W jakiej strefie konotacyjnej należy umieścić daną wypowiedź? (To narzędzie powiązane jest z narzędziem numer 2). | Stwierdzenie „W tym państwie demokracja nie działa” można interpretować na przynajmniej trzy sposoby: (1) mechanizmy wyborcze nie funkcjonują poprawnie (np. liczenie głosów nie jest wiarygodne); (2) parlament nie umie wyłonić rządu; (3) ustrój demokratyczny w ogóle się nie sprawdza. Interpretacja będzie po części zależała od języka, jako że pojęcie „demokracja” może być rozumiane w różnych językach na różniące się trochę sposoby. Innym przykładem subtelnego, politycznego „fałszywego przyjaciela” jest słowo „nacjonalizm” (”nationalism”), które w języku polskim nacechowane jest raczej negatywnie, podczas gdy w języku angielskim budzi silniejsze skojarzenia z patriotyzmem. |
| 24  | Socjolingwistyka: Z zasobów jakiego socjolektu czerpie dana wypowiedź? Czy miesza ze sobą różne socjolekty? (To narzędzie powiązane jest z narzędziem numer 8). | Osoba, która spędziła jakiś czas w zakładzie karnym, po zakończeniu wyroku będzie zapewne nadal posługiwała się grypserą – przynajmniej w pewnym stopniu i częściowo nieświadomie. Jednak w zależności od sytuacji komunikacyjnej zmieniał się będzie poziom nasycenia wypowiedzi wyrażeniami pochodzącymi z więziennego socjolektu. Na przykład nadawca częściej będzie korzystał z nich podczas rozmów z innymi byłymi osadzonymi, rzadziej – starając się o pracę. |
| 25  | Teoria literatury: Czy wypowiedź odwołuje się do innych tekstów kultury? Jak przejawia się jej transtekstualność? | W recenzji filmu katastroficznego autor może odwoływać się do innych filmów tego typu zakładając, że są one doskonale znane odbiorcom jego tekstu. Odwołania będą miały zarówno charakter intertekstualny (porównania oraz aluzje) jak i paratekstualny (np. tytuł recenzji „Wielki jak Godzilla”). |
| 26  | Antropologia kulturowa: W jakim konkretnym modelu kulturowym dana wypowiedź jest osadzona? Do jakiego „wyobrażonego świata” się odwołuje? | Wiersz o Murzynku Bambo odczytany współcześnie będzie wydawał się najeżony rasistowskimi – a w najlepszym razie kolonialistycznymi – stereotypami. Poddając go krytycznej ocenie warto jednak pamiętać o czasie powstania: utwór bądź co bądź oddaje „Zeitgeist” XX-lecia, kolonialny dyskurs orientalistyczny epoki minionej. Nie należy więc analizować go w oderwaniu od ówczesnego modelu kulturowego, w obrębie którego żył i tworzył Julian Tuwim. |
| 27  | Filozofia języka oraz socjologia kultury: W jaki ogólny dyskurs wpisuje lub próbuje wpisać się dana wypowiedź? Z jakimi działaniami, relacjami, wartościami, przekonaniami, przedmiotami, narzędziami, technologiami i środowiskami wypowiedź wiąże się poprzez ten dyskurs? | Powyższe hasło opisujące analizę dyskursu należy oczywiście również traktować jako wypowiedź. Jest ono częścią dyskursu wikipedycznego i jako takie realizuje zasady – „filary” – na których opiera się działalność Wikipedii. Można więc rozpatrywać jego treść w kontekście motywacji społeczności wikipedystów, w odniesieniu do idei Creative Commons, biorąc pod uwagę ograniczenia technologii informatycznych, z których Wikipedia korzysta itp. |